# Philipp Danne

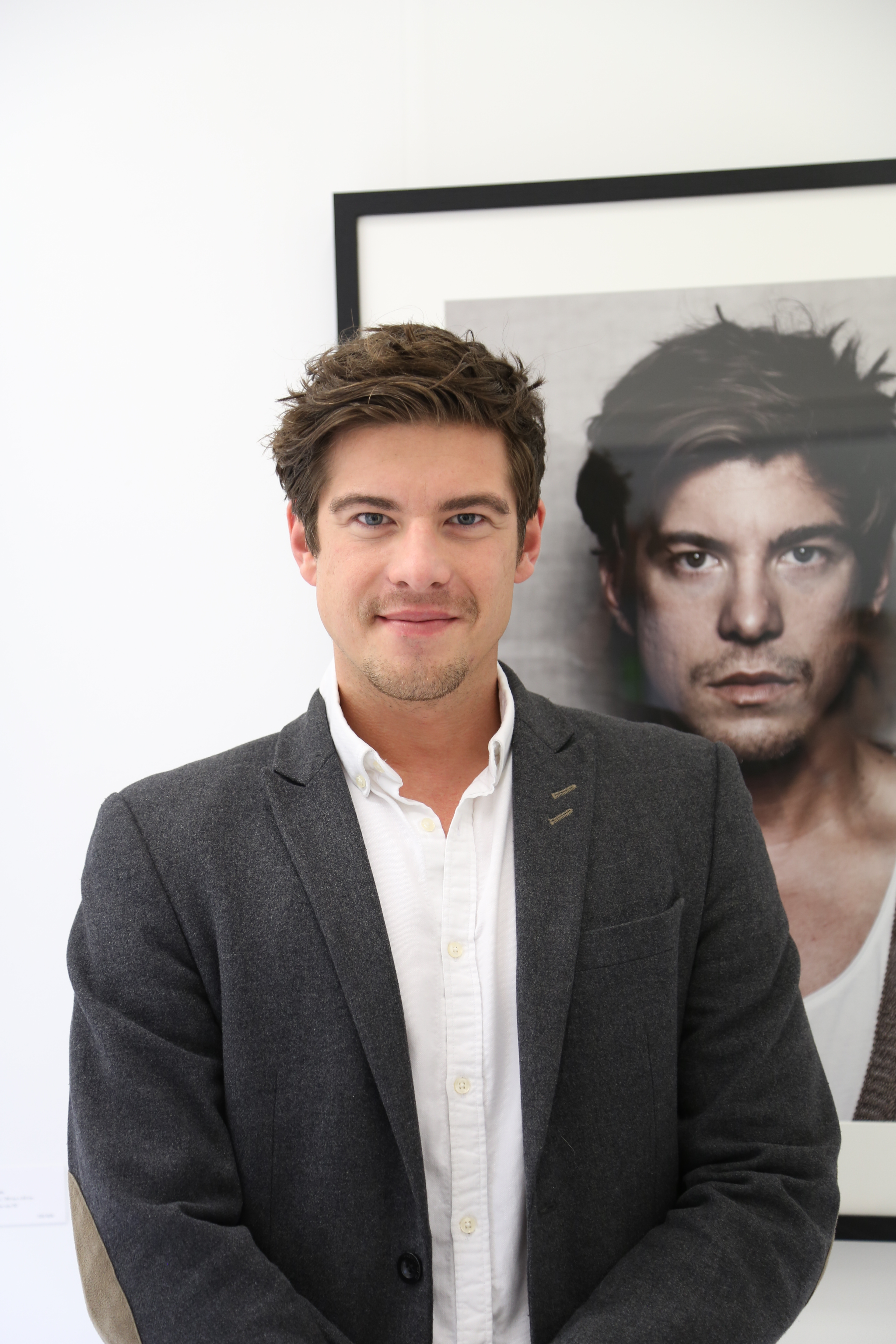
Philipp Danne bei der Eröffnung der 'Galerie Heimat', 2017

Philipp Danne (* 22. April 1985 in Köln) ist ein deutscher Schauspieler und Synchronsprecher.

## Leben und Karriere
Philipp Danne wurde im Alter von neun Jahren von seiner späteren Agentin Maria Schwarz entdeckt und steht seitdem regelmäßig vor der Kamera. Bereits in jungen Jahren nahm er Schauspielunterricht bei Bettina Dorn und Natascha Bobyleva.
Danne spielte in einer Vielzahl an Film- und Fernsehproduktionen mit. Sein Debüt gab er 1999 unter Regisseur Lars Montag als querschnittgelähmter Bernhard in dem Kurzfilm Lenas Land, der beim Internationalen Festival der Filmhochschulen in München den Filmhochschulpreis in Silber erhielt. Montag besetzte ihn 2003 auch für seinen Film Sommernachtstod der Krimireihe Kommissarin Göllner. 2006 übernahm Danne die Rolle des Patrick Hoffmann in der ZDF-Telenovela Tessa – Leben für die Liebe, die ihm zu weiterer Bekanntheit verhalf. Unter Andreas Kleinert war er 2007 in dem Filmdrama Freischwimmer an der Seite von Frederick Lau als ehrgeiziger Sportler Robert Greiner auf der Kinoleinwand zu sehen. In dem 2007 für die Goldene Kamera als bester Fernsehfilm nominierten DDR-Drama Die Todesautomatik verkörperte er den jungen Michael Gartenschläger. 2011 war er in der ARD-Filmkomödie Der Mann auf dem Baum in der Rolle des Martin Albrecht an der Seite von Jan Josef Liefers zu sehen. 2013 verkörperte Danne neben Zoe Moore in Irina Popows Märchenadaption Die kleine Meerjungfrau nach Hans Christian Andersen die Rolle des Prinzen Nikolas.
Danne spielt mehrere feste und wiederkehrende Rollen in Film- und Fernsehreihen. Von 2012 bis 2015 spielte er in der WDR-Serie Die LottoKönige die durchgehende Rolle des Mario Brenner. Seit 2015 gehört er als Assistenzarzt Dr. Ben Ahlbeck in der ARD-Krankenhausserie In aller Freundschaft – Die jungen Ärzte zur Hauptbesetzung. In dieser Rolle trat er 2021 auch in dem Ableger In aller Freundschaft – Die Krankenschwestern auf. Von 2018 bis 2022 verkörperte er in der ARD-Fernsehreihe Der Ranger – Paradies Heimat die Hauptrolle des Rangers Jonas Waldek im Nationalpark Sächsische Schweiz.
Seit 1998 übernimmt er regelmäßig Gastrollen in zahlreichen Fernsehserien und -reihen, wie Die Wache, Polizeiruf 110, Wolffs Revier, Alarm für Cobra 11, Countdown – Die Jagd beginnt, Ein Fall für zwei, Der Kriminalist und in den verschiedenen SOKO-Sendeformaten des ZDF.
Danne ist auch als Theaterschauspieler tätig. In der Spielzeit 2009/10 spielte er an der Seite von Heiner Lauterbach und Christoph M. Ohrt auf verschiedenen Bühnen den Zivildienstleistenden Ben in der Inszenierung Doppelzimmer.
Neben seiner Arbeit vor der Kamera und auf der Bühne betätigt sich Danne in verschiedenen Produktionen als Synchronsprecher und arbeitet unter anderem als Sprecher für den WDR. Seit 2017 ist er nach 15 jähriger Liaison mit der Autorin Viktoria Schüßler verheiratet und hat mir einen Sohn (* 2021).

## Soziales Engagement
Danne hat sich bis Anfang 2021 als Botschafter für die Stiftung Dolphin Aid engagiert, die sich für körperlich und geistig behinderte Kinder einsetzt und ist nun seit 2022 Botschafter der Stiftung German Doctors e.V. die deutschen Ärzten in vielen Krisengebieten der Welt zum Einsatz verhelfen. Im Einsatz für diese Stiftung ist er bereits an der Seite der German Doctors nach Kenia geflogen um die Hilfsorganisation vor Ort zu unterstützen.

## Filmografie

### Filme
- 1999: Lenas Land (Kurzfilm)
- 1999: Ich bin kein Mann für eine Frau
- 1999: Das Delphinwunder
- 2003: Für immer für dich
- 2004: Klassenfahrt – Geknutscht wird immer
- 2005: Ein schöner Tag (Kurzfilm)
- 2007: Freischwimmer (Kino)
- 2007: Black Ice (Musta Jää) (Kino)
- 2007: Die Todesautomatik
- 2008: Virus Undead (Kino)
- 2008: Italien im Herzen
- 2009: Kill Your Darling
- 2009: Wenn die Welt uns gehört (Kino)
- 2010: Verreckt (Kurzfilm)
- 2011: Visus – Expedition Arche Noah
- 2011: Der Mann auf dem Baum
- 2012: Der Mann, der alles kann
- 2012: Druck! (Kurzfilm)
- 2012: Der Ballermann – Ein Bulle auf Mallorca
- 2013: Die kleine Meerjungfrau
- 2013: Honeymoon Hotel (Kurzfilm)
- 2014: Antlitz des Bösen (Kurzfilm)
- 2018: Invisible Sue
- 2019: Ganz in Weiß (Special Die jungen Ärzte)
- 2021: Adventskind (Special Die jungen Ärzte)
- 2022: Kennedys Liebe zu Europa

### Fernsehserien und -reihen
- 1998–2005: Die Wache (verschiedene Rollen, 2 Folgen)
- 2001: Polizeiruf 110: Fluch der guten Tat (Fernsehreihe)
- 2002: St. Angela (Folge 7×07: Im Zweifel für den Angeklagten)
- 2001: Wolffs Revier (Folge 10×06: Tausend kleine Helfer)
- 2002: Klinikum Berlin Mitte – Leben in Bereitschaft (Folge 3×13: Die grüne Fee)
- 2002: SOKO Leipzig (Folge 3×04: Verliebt in einen Lehrer)
- 2003: Kommissarin Göllner – Sommernachtstod (Fernsehreihe)
- 2003–2012: Alarm für Cobra 11 – Die Autobahnpolizei (verschiedene Rollen, 3 Folgen)
- 2004–2013: SOKO Köln (verschiedene Rollen, 2 Folgen)
- 2006: Tessa – Leben für die Liebe (Telenovela, 72 Folgen)
- 2006: Die Sitte (Folge 3×08: Süchtig)
- 2007: Notruf Hafenkante (Folge 2×01: Auf der Flucht)
- 2007: Unsere Farm in Irland (Folge 1×01: Wolken über der Küste)
- 2007: Der Kriminalist (Folge 2×03: Freier Fall)
- 2007: SOKO Wismar (Folge 4×12: Spitzenleistung)
- 2009: Der Bergdoktor (Folge 2×05: Trennungsschmerz)
- 2009: Ein Fall für zwei (Folge 29×10: Mörderischer Ehrgeiz)
- 2010: Countdown – Die Jagd beginnt (Folge 1×06: Ein Todesfall)
- 2010: Der letzte Bulle (Folge 1×09: Fremdgehen für Anfänger)
- 2011: SOKO Stuttgart (Folge 2×16: Unter Verdacht)
- 2012–2015: Die LottoKönige (18 Folgen)
- 2014: Der Staatsanwalt (Folge 9×05: Freund und Feind)
- 2014: Alles Klara (Folge 2×13: Geteert und gefedert)
- 2014: Schloss Einstein (Folge 17×818: Direktor Berger & das Chefmonster)
- 2014: Die Bergretter (Folge 6×02: Verschollen)
- 2014–2015: Heldt (2 Folgen)
- 2015: Marie Brand und das Erbe der Olga Lenau (Fernsehreihe)
- seit 2015: In aller Freundschaft – Die jungen Ärzte (Fernsehserie, Hauptrolle als Dr. Ben Ahlbeck)
- 2016: SOKO München (Folge 40×19: Warmes Bier geht nicht)
- 2016: Rosamunde Pilcher: Erdbeeren im Frühling (Fernsehreihe)
- 2018–2022: Der Ranger – Paradies Heimat (Fernsehreihe) → siehe Episodenliste
  - 2018: Wolfsspuren
  - 2018: Vaterliebe
  - 2020: Entscheidungen
  - 2020: Zeit der Wahrheit
  - 2021: Junge Liebe
  - 2021: Sturm
  - 2022: Himmelhoch
  - 2022: Zusammenhalt
- 2019: Triff … (Folge 1×01: Triff Leonardo da Vinci)
- 2021: In aller Freundschaft – Die Krankenschwestern (2 Folgen)
- 2025: Behringer und die Toten – Ein Bamberg-Krimi (Folge 2×02: Romeo)

## Theatrografie
- 2007: Die Welle (Rolle: Bryan)
- 2008: Clockwork Orange (Rolle: Alex)
- 2009: Liebesspiele (Rolle: Perdican)
- 2009/10: Doppelzimmer (Rolle: Ben)
- 2014: Der große Gatsby (Rolle: Jay Gatsby)